# Tadeusz Kazalski
Tadeusz Kazalski „Kłąb” (ur. 6 kwietnia 1914 w Krośnie, zm. 28 lutego 2003 tam) – żołnierz Armii Krajowej.

## Życiorys
Syn Stanisława – właściciela hurtowni mięsnej i Julii z Wolińskich. Uczestnik wojny w 1939 r. jako telegrafista między Armią Łódź i Armią Poznań, dotarł do Warszawy i do Białegostoku. Uciekinier z radzieckiej niewoli, działał od lutego 1941 r. w oddziale dywersyjnym NOW i z oddziałem Józefa Czuchry przeszedł pod dowództwo Zenona Soboty i Franciszka Płonki Kubackiego w ZWZ i TOW, a potem AK. Brał udział m.in. w zamachu na Czernika – konfidenta, Sobonia z Leśniówki i w ataku OP-11 na rzeźnię w Krośnie, z zamiarem ujęcia szefa gestapo w Krośnie Oskara Backera.
Po wojnie był sekcyjnym obwodu krośnieńskiego w Młodzieży Wielkiej Polski. 1 października 1946 został aresztowany i po pobiciu w czasie przesłuchiwań skazany przez sąd wojskowy na prawie 2 lata więzienia.
Odznaczony został Krzyżem Armii Krajowej, Odznaką Akcji Burza, Krzyżem Partyzanckim, Odznaką Weterana Walk Wolność i Niepodległość, Krzyżem Kawalerskim Orderu Odrodzenia Polski. Jego siostra Jadwiga była łączniczką Zenona Soboty Korczaka. Brat Kazimierz Kazalski – uczestnik wojny w 1939 r. zginął zabity przez Ukraińców pod Lwowem.
Zmarł 28 lutego 2003 r. i został pochowany na krośnieńskim cmentarzu.